# العالية (بكيل المير)

تعديل مصدري - تعديل

العالية هي إحدى قرى عزلة ذو محمد وذو حسين بمديرية بكيل المير التابعة لمحافظة حجة، بلغ تعداد سكانها 104 نسمة حسب تعداد اليمن لعام 2004.